# Petrus Antonius van de Mortel

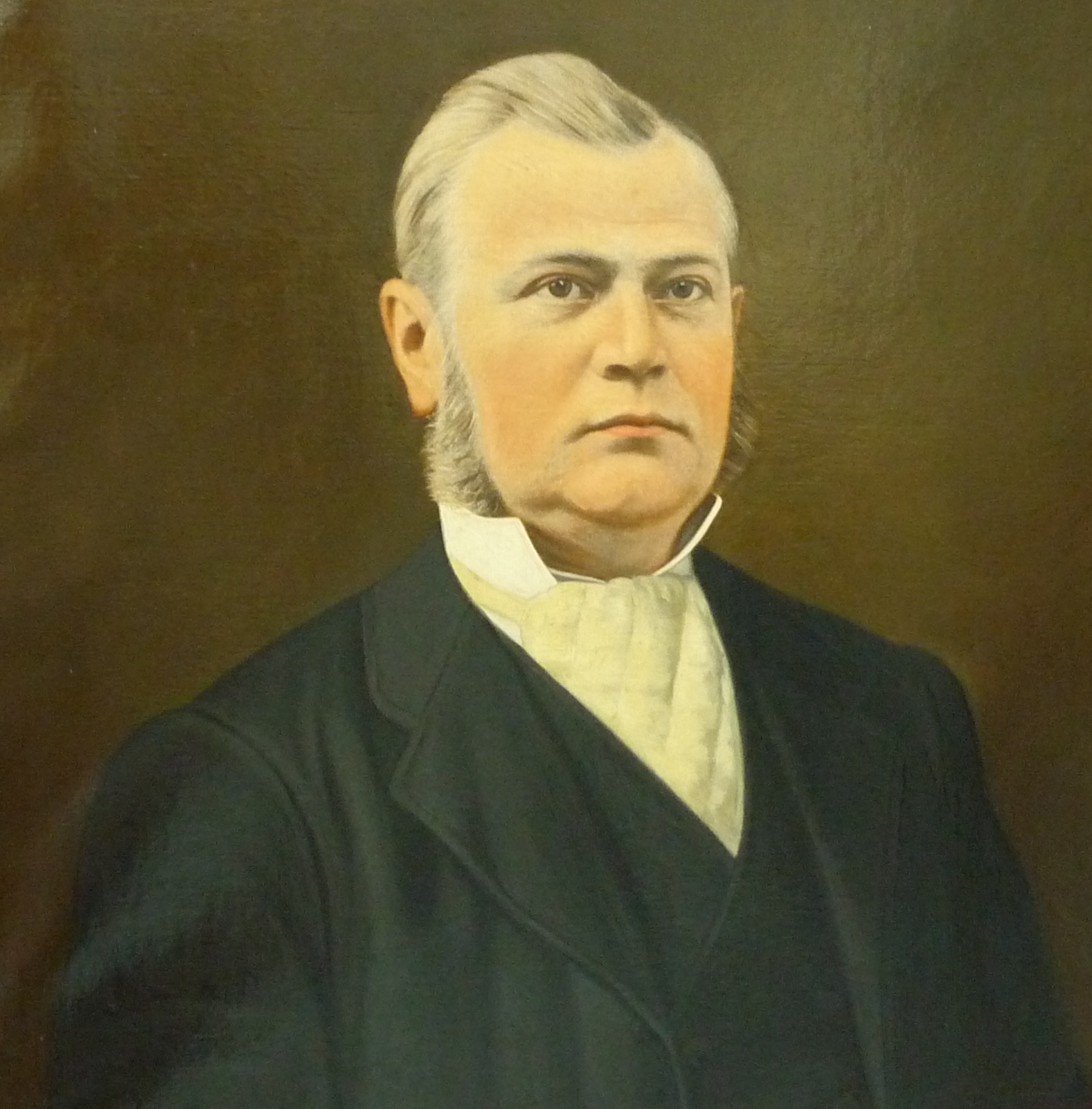
Portret van Petrus Antonius van de Mortel

Petrus Antonius van de Mortel (Deurne, 6 september 1830 - aldaar, 22 augustus 1895) was een Nederlands burgemeester.
Petrus Antonius van de Mortel werd geboren als zoon van de fabrikant Petrus Gregorius van de Mortel en de winkeliersdochter Cornelia de Veth.
Van de Mortel was een telg uit een lokale familie van notabelen die met een kleine onderbreking tussen 1795 en 1895 de hoogste bestuurder van het dorp leverde. Hij werd benoemd op 22 december 1863 en geïnstalleerd op 12 januari 1864, en volgde daarmee zijn neef Andries Hubertus van de Mortel op, die plotseling overleed en slechts drie jaar burgemeester was geweest.
P.A. van de Mortel nam het initiatief voor de bouw van een groot nieuw gemeentehuis, dat nog altijd de Markt van Deurne siert. Het werd gebouwd met de opbrengsten van de gemeentelijke turfgraverij. Hij overleed nog vóór de oplevering en werd opgevolgd door Klaas Laan. Daarmee kwam definitief een einde aan de Van de Mortel-dynastie op het Deurnese gemeentehuis.

## Trivia
-Ter gelegenheid van het 25-jarig jubileum is er een feestgids/lied uitgegeven door de gemeente Deurne in januari 1889
- Hij was tot nu toe de langstzittende burgemeester van Deurne